# مادورا يونايتد
نادي مادورا يونايتد لكرة القدم (بالإنجليزية: Madura United Football Club)‏ هو نادِ كرة قدم إندونيسي من جزيرة مادورا. تأسس عام 1986 وينافس حالياً في الدوري 1.

## وصلات خارجية
- الموقع الرسمي